# Per una rivoluzione italiana
Per una rivoluzione italiana è un libro scritto da Ida Magli, antropologa, che si propone di affrontare con gli strumenti messi a disposizione dall'antropologia culturale, il periodo storico italiano del Novecento, grazie all'approfondimento di alcuni punti chiave, come quello della politica, della cultura, della pubblica istruzione, della immigrazione.
Il testo è scritto nel formato del libro intervista, con l'autrice affiancata dal giornalista Giordano Bruno Guerri, che le consente di effettuare riflessioni e critiche a tutto tondo, sfocianti nella proposta di nuovi modelli sociali organizzativi e di nuove ipotesi di democrazia.
L'autrice si occupa, tra gli altri argomenti, di potere, dei suoi simboli e degli strumenti atti a possederlo, delle attività che consentono una maggiore scalata verso il potere, e così via.
Tra gli interrogativi principali affrontati dalla Magli, annoveriamo : il quesito se la chiesa in qualche modo possa essere un freno allo sviluppo in Italia, le cause che hanno portato Mussolini a trionfare, che senso abbia la tv del dolore, tangentopoli, l'origine e il senso delle carceri, il successo del calcio, il rapporto tra stampa, mass-media e potere, l'utilità dei trapianti, l'accettazione degli altri, siano essi islamici, extracomunitari, etc.
Tra le proposte elencate dalla antropologa, si ricordano quella di abolire la Costituzione, che stabilisce certezze fisse nel tempo, mentre l'evoluzione continua, scientifica e non, richiede una maggiore flessibilità; a tal proposito quindi l'autrice ritiene anacronistici gli ideali stabili ed eterni, tranne quello della libertà dell'individuo.
Inoltre la Magli rimpiange che l'inchiesta Mani pulite abbia colpito solo qualche testa, seppur eccellente, senza però scalfire minimamente il sistema del potere, che ha potuto quindi proseguire indenne il suo corso.
L'autrice invita gli storici, i giudici e tutti coloro che se ne occupano, ad analizzare la mafia da un punto di vista antropologico, visto che rappresenta un sistema culturale a sé stante, antico e molto radicato, chiedendosi il perché della sua sopravvivenza all'interno di società trasformatesi, in modo così radicale, negli ultimi due secoli.

## Edizioni
- Ida Magli, Per una rivoluzione italiana, Giordano Bruno Guerri, Baldini&Castoldi, 1996,  p. 232.